# Mislav Kolakušić
Mislav Kolakušić (Zagreb, 15. rujna 1969.) hrvatski je pravnik, bivši zastupnik u Europskom parlamentu iz Republike Hrvatske (izabran 2019.) i bivši sudac Trgovačkog suda u Zagrebu.
Sudjelovao je od svibnja 2019. godine u predizbornoj utrci za Predsjednika Republike Hrvatske.

## Životopis
Mislav Kolakušić rođen je 15. rujna 1969. u Zagrebu u Republici Hrvatskoj. Nakon završene Srednje škole upravnog smjera u Zagrebu upisao je i završio Pravni fakultet u Zagrebu. Od 1998. do 2000. godine radi kao sudački vježbenik na Trgovačkom sudu u Zagrebu te na Općinskom i Županijskom sudu u Zagrebu. Pravosudni ispit položio je 2000. godine nakon čega nastavlja karijeru kao sudski savjetnik na Trgovačkom sudu u Zagrebu (parnični, registarski i ovršni odjel). Od 2001. do 2005. godine radi na radno-financijskom odjelu Upravnog suda Republike Hrvatske, a od 2005. do 2011. kao viši sudski savjetnik na istom sudu. Godine 2011. postaje sudac na Trgovačkom sudu u Zagrebu.
Obnašao je i dužnost glasnogovornika Upravnog suda RH od 2009. do 2011. godine, posrednika za radne odnose Upravnog suda RH od 2005. do 2011. godine te predsjednika Udruge hrvatskih sudskih savjetnika i vježbenika od 2006. do 2011. godine. Pred kraj kampanje za Europski parlament 2019. godine, podnio je ostavku na sudačku dužnost.
Nakon što je postao zastupnik u Europskom parlamentu, najavio je svoju kandidaturu na izborima za Predsjednika Republike Hrvatske 2019. godine. U lipnju 2019. godine istraživanja javnosti pokazivala su relativno slabu podršku njegovoj kandidaturi, da bi u srpnju ta podrška porasla, no nije prošao u drugi krug izbora.

## Javno djelovanje
Kao hrvatski pravnik i sudac Mislav Kolakušić je često javnim istupima, govoreći prije svega o pravnim temama aktualnima u Republici Hrvatskoj. Za vrijeme Vlade Zorana Milanovića 2013. godine, sudac Kolakušić je podnio zahtjev za ocjenu ustavnosti Zakona o financijskom poslovanju i predstečajnoj nagodbi, što je pridonijelo da nakon dugotrajnih javnih polemika dođe i do izmjena spornog zakona. Kolakušić je u javnim nastupima u to doba zastupao tezu da su posljedice tog zakone nesagledive i da se mogu uspoređivati sa štetom počinjenom tijekom privatizacije 90-ih godina. Zbog iznošenja takvih stavova došao je pod udar dijela medija i ministra financija Slavka Linića koji su ga pokušavali javno kompromitirati.
Osim Kolakušića, i mnogi drugi analitičari i pravnici kritizirali su predstečajne nagodbe zbog neravnopravnosti vjernovnika i dužnika i pozivali na ukidanje tog zakona.
Kao sudac, Mislav Kolakušić zalagao se u svojim javnim nastupima i za cjelokupnu izmjenu trgovačkog zakonodavstva, nepromjenjivost zakonske regulative u razdoblju od najkraće 4 godine, transparentnost postupaka donošenja zakona, transparentnost poslovanja poduzetnika, odgovornost osnivača trgovačkih društava cjelokupnom imovinom, skraćenje sudskih postupaka te smanjenje ukupnog broja sudskih predmeta.
Godine 2015. Kolakušić podnosi ustavnu tužbu Ustavnom sudu zbog sumnje na protuustavni izbor članova Državnog sudbenog vijeća.
Godine 2017. sudac Mislav Kolakušić u nizu javnih istupa kritizirao je donošenje Zakona o postupku izvanredne uprave u trgovačkim društvima od sistemskog značaja za Republiku Hrvatsku, poznatijeg kao Lex Agrokor kao i način njegovog donošenja, s obzirom na to da se ni danas ne zna tko ga je pisao.
U travnju iste godine Kolakušić je izuzet iz postupka stečaja trgovačkog društva Konzum d.d.
U lipnju 2017. godine, Mislav Kolakušić se kandididirao za mjesto suca Ustavnog suda Republike Hrvatske, za jedno od tri upražnjena mjesta, no saborski Odbor za Ustav, Poslovnik i politički sustav Hrvatskom Saboru je predložio za izbor Miroslava Šeparovića, Mate Arlovića i Gorana Selanca.
Kolakušić je u više navrata u medijima označavan kao kandidat za ministra pravosuđa, a u anketi jednog utjecajnog portala preko 92 % ispitanih je izjavilo da ga podupire u kandidaturi za suca Ustavnog suda. Kolakušić se ne libi ni izravno obraćati građanima braneći svoje postupanje pravom na slobodu govora kao pojedinca, ali i kao pravnog stručnjaka.
U intervjuu za dnevni list "24 sata", Kolakušić je izjavio da se zakoni u Republici Hrvatskoj pišu po narudžbama raznih lobija te označio korupciju kao najveći problem u Republici Hrvatskoj. U svom radu kao posebno problematičan ističe i Ovršni zakon, te tijekom 2017. godine mnogo puta istupa dajući prijedloge za razne izmjene ovršnog postupka.

## Politička karijera
Nakon što je na izborima za Europski parlament 2019. godine osvojio zastupnički mandat, u predsjedničkoj kampanji 2019. godine se zalaže za ozbiljne ustavne promjene u Hrvatskoj te za drastične korake u reformi javne uprave.
Sredinom ožujka 2024. godine osniva stranku Pravo i pravda prema primjeru istoimene poljske stranke. Približavanjem parlamentarnih izbora 2024. godine ulazi u koaliciju sa Domovinskim pokretom uz stranačkog kolegu Ivana Vilibora Sinčića. Na samim izborima osvajaju jedan mandat koji pripada upravo njemu. Ipak, već po dobivanju rezultata odlučuje se rastati s koalicijom Domovinskog pokreta te ostati nezavisni zastupnik u oporbi. S obzirom na nespojivost mandata u europskom i hrvatskom parlamentu, daje otkaz na mjesto saborskog zastupnika te ga zamjenjuje Dražan Dizdar. Izlazi na izbore za Europski parlament 2024., no ovoga puta ne osvaja mandat. Poslije toga pokušao se vratiti na mjesto u Saboru, prilikom čega njegov zamjenik Dražan Dizdar zamrzava zastupnički mandat kako bi napravio mjesta Kolakušiću. Međutim, s obzirom da je Kolakušić dao otkaz na mjesto zastupnika, nije mu dozvoljen povratak. Njegov je slučaj donesen pred Ustavni sud, koji je odlučio da Kolakušić nema pravo na korištenje mandata.

## Stručni rad
- Član radne skupine za izradu zakona o vježbenicima u pravosudnim tijelima i pravosudnom ispitu 2007./2008. g.
- Predavač na savjetovanju Upravno pravo-aktualnosti upravnog sudovanja i prakse u organizaciji Inženjerskog biroa d.d. i Upravnog suda RH, Opatija, 27. i 28. rujan 2007. g.
- Predavač i voditelj radionice na savjetovanju Upravno pravo i upravni postupak u praksi, u organizaciji Inženjerskog biroa d.d. i Upravnog suda RH, Opatija, 12. i 13. listopada 2006. g.
- Voditelj radionice u organizaciji Pravosudne akademije i CARDS 2004. g. Twinning Project Support to more efficient, effective and modern operation and functioning of the Administrative Court of the Republic of Croatia, „Pristup sudskoj praksi suda EU i europskog suda za ljudska prava te drugim izvorima europskog prava“ – 2008. g.
- Zbornik odluka 1977. – 2007. Upravnog suda RH, Narodne novine d.d., stručni suradnik u izradi i publikaciji, autor pojmovnog i zakonskog kazala
- Autor stručnih radova iz područja službeničkih radnih odnosa i poreznog prava: Postupak radi povrede službene dužnosti državnih službenika i namještenika, te udaljenje iz službe, Inženjerski biro d.d. 2006. g.; Državna služba na određeno vrijeme Inženjerski biro d.d. 2007.g.; Državni službenici, stavljanje na raspolaganje vladi RH i prestanak državne službe Inženjerski biro d.d. 2007. g.; Zakon o državnim službenicima – područje primjene s osvrtom na zaposlene u tijelima jedinica lokalne samouprave i jedinica područne (regionalne) samouprave, Inženjerski biro d.d. 2008. g.; Upis u registar obveznika poreza na dodanu vrijednost, pravo na obračun i odbitak poreza na dodanu vrijednost, Inženjerski biro d.d. 2008. g.[1]